# MC Eiht
MC Eiht, de son vrai nom Aaron Tyler, né le 22 mai 1971 à Compton en Californie, est un rappeur et acteur américain. Il est l'un des pionniers du gangsta rap.
Il se révèle en tant que leader du groupe Compton's Most Wanted composé des rappeurs MC Eiht, MC Chill, des producteurs DJ Slip et Unknown, et du disc jockey Mike T. Il tient son nom de scène Eiht de sa « culture des quartiers », incluant la marque Olde English 800 (8 Ball) et les armes à feu de calibre .38.

## Biographie

### Jeunesse et débuts
Aaron Tyler est né le 22 mai 1971 et est originaire de Compton, banlieue violente de Los Angeles, en Californie, célèbre pour ses nombreux gangs et son trafic de drogue. Il est membre du Tragniew Park Compton Crips, un gang de rue local de Compton. Les textes de MC Eiht exposent clairement la rude réalité de la vie des quartiers pauvres. À cette période, il développe particulièrement le gangsta rap en tant que leader du groupe influent et controversé Compton's Most Wanted. Il joue également en 1993 un rôle dans un film autobiographique des frères Hugues intitulé Menace II Society.
Aaron Tyler publie son premier album solo, We Come Strapped, le 19 juillet 1994, certifié disque d'or, qui atteint la première place du Top R&B/Hip-Hop Albums pendant cinq semaines et la cinquième du Billboard 200. Dans l'une de ses critiques, le Los Angeles Times qualifie We Come Strapped de « certainement le meilleur de l'année dans le style gangsta rap. » Le magazine The Source lui attribue quatre micros (la notation du magazine), décrivant l'album comme « une pièce maîtresse » et ajoute : « Eiht a montré que son inflexion vocale durement travaillée n'a été égalée par personne sur le micro. »
Plus tard, MC Eiht apparaît sur plusieurs bandes originales à succès comme Boyz N the Hood, Menace II Society, Tales from the Hood, New Jersey Drive ou encore The Show. La chanson du film Boyz N the Hood, intitulée Growin' Up in the Hood, est une chanson extraite de l'album Straight Checkn 'Em de son groupe, les Compton's Most Wanted, publié en 1991. Par la suite, MC Eiht est récompensé dans la catégorie « meilleur acteur » par le magazine The Source pour son rôle d'A-Wax dans le film des frères Hughes, Menace II Society. Sa chanson, Streiht Up Menace, devient un succès pour la bande originale du film, et est certifiée disque de platine.
MC Eiht publie son deuxième album solo intitulé Death Threatz, le 2 avril 1996. Sur cet opus, un morceau intitulé Def Wish 4 est un épisode du long clash qu'il livre contre DJ Quik, un conflit qui remonte au début de la carrière de MC Eiht. Death Threatz devient une affaire de famille avec la chanson Love for the Hood : « C'est un morceau sur lequel figure mon jeune frère, Da Foe, que j'essaye de lancer, c'était donc une chance pour lui de démontrer son habilité[réf. nécessaire]. » Le 11 novembre 1997, Eiht revient avec Last Man Standing, un album un peu différent, avec un style lent. L'album est produit par DJ Muggs de Cypress Hill et son partenaire des Compton's Most Wanted, DJ Slip. MC Eiht fait un travail différent des autres sur cet album, probablement afin d'accroître son audience. Même les paroles ont changé, reflétant moins le côté « gangsta » et étant réfléchies. Sur cet album, il arrête même ses clashes envers DJ Quik.
En 1999, son quatrième album solo, Section 8, son premier chez Hoo-Bangin' Records, le label de Mack 10, démontre et prouve que même si c'est un rappeur reconnu dans le milieu, sa contribution au monde du rap est toujours un travail en évolution. MC Eiht s'impose lui-même une pause pour réfléchir sur la manière dont il voulait quitter son label et en choisir un nouveau qui s'occuperait bien de lui et offrirait une bonne promotion à ses paroles autrefois controversées. Après avoir patiemment évalué toutes les propositions, incluant celle du label de Master P, No Limit Records, Eiht retrouve finalement l'endroit idéal pour sa musique en signant chez Hoo-Bangin', le label de Mack 10 distribué par Priority. « J'avais besoin d'être dans cette position quand ils savent comment s'y prendre avec un artiste comme moi. Ça a donc donné un sens à ma connexion avec Mack 10 qui, depuis qu'il est un rappeur gangsta comme moi, il sait comment rentrer dans des projets comme les miens, particulièrement grâce à la connexion avec Priority[réf. nécessaire] », déclare MC Eiht.

### Années 2000 et 2010
En 2000, MC Eiht reforme son groupe, les Compton's Most Wanted afin de sortir un nouvel album, Represent. L'album reçoit un bon accueil, ce qui pousse le groupe à sortir When We Wuz Bangin' 1989–1999: The Hitz, un best of regroupant leurs meilleurs morceaux depuis leurs débuts qui sort en 2001. Cependant, Mack 10 arrête Hoo-Bangin' Records et c'est donc sous BaySyde Entertaitment que MC Eiht sort, toujours en 2001, son sixième album solo, Tha8t'z Gangsta. Cet album est un autre exemple de la valeur des productions West Coast. À part les productions, le travail au micro de Eiht reste fidèle à celui de ses anciens albums. Il revient cependant sur cet album avec un style encore plus old school, avec des titres comme Why U Hott? ou BacDaFucOnUp.
En 2002, MC Eiht annonce et publie son septième album solo, Underground Hero, sur lequel on retrouve Mack 10, Yukmouth, Sticky Fingaz et Outlawz.
En 2004, il est la voix de Lance « Ryder » Wilson dans le jeu vidéo 2004 Grand Theft Auto: San Andreas dont il inspire aussi le personnage.
Durant l'été 2009, à Los Angeles, il enregistre le titre Crazy qui sortira en 2010 sur l'album Choc Thermique de Papillon Bandana.
En 2011, il apparaît sur l'album Back in Town de Dogg Master sur le titre Street Is Mine. Sa chanson Streiht Up Menace figure sur la radio West Coast Classics du jeu vidéo Grand Theft Auto V publié en 2013 par Rockstar Games.

## Discographie

### Albums studio
- 1994 : We Come Strapped
- 1996 : Death Threatz
- 1997 : Last Man Standing
- 1999 : Section 8
- 2000 : N' My Neighborhood
- 2001 : Tha8t'z Gangsta
- 2002 : Underground Hero
- 2003 : Hood Arrest
- 2004 : Smoke in tha City
- 2004 : Veterans Day
- 2006 : Affiliated
- 2007 : Representin'
- 2017 : Which Way Iz West
- 2020 : Lessons

### EP
- 2013 : Keep It Hood

### Mixtapes
- 2008 : All-Starz & Strapz
- 2010 : All-Starz & Strapz Vol. 2
- 2012 : Which Way iz West
- 2015 : Compton 2 Vienna Volume 1 (produit par Brenk Sinatra)

### Albums collaboratifs
- 1990 : It's a Compton Thang (avec les Compton's Most Wanted)
- 1991 : Straight Checkn 'Em (avec les Compton's Most Wanted)
- 1992 : Music to Driveby (avec les Compton's Most Wanted)
- 2000 : Represent (avec les Compton's Most Wanted)
- 2001 : When We Wuz Bangin' 1989–1999: The Hitz (avec les Compton's Most Wanted)
- 2004 : The Pioneers (avec Spice 1)
- 2005 : Music to Gang Bang (avec les Compton's Most Wanted)
- 2006 : Compton's OG (avec les Compton's Most Wanted)
- 2006 : The New Season (avec Brotha Lynch Hung)
- 2006 : Keep It Gangsta (avec Spice 1)

## Filmographie
- 1993 : Menace II Society : A-Wax
- 1999: Thicker than water: Lil' ant

## Jeu vidéo
- 2004 : Grand Theft Auto: San Andreas : voix de Lance "Ryder" Wilson